# Актюбинський сільський округ (Отирарський район)
Актю́бинський сільський округ (каз. Ақтөбе ауылдық округі, рос. Актюбинский сельский округ) — адміністративна одиниця у складі Отирарського району Туркестанської області Казахстану. Адміністративний центр та єдиний населений пункт — село Актобе.
Населення — 1734 особи (2021; 1807 у 2009, 1447 у 1999, 1223 у 1989).
Станом на 1989 рік село Актобе перебувало у складі Караконирської сільської ради.